# СПГ-1
СПГ-1 — советский прицепной теребильный однорядный свёклоуборочный комбайн. Для работы комбайна предназначался трактор Универсал.

СПГ-1 был первым советским серийным свёклоуборочным комбайном и положил начало механизированной уборке свёклы.

## Создание
СПГ-1 начал создаваться лауреатами Сталинской премии Василием Дмитриевичем Павловым, М. С. Сиваченко и С. А. Герасимовым ещё до войны. Первый образец СПГ-1 выпущен на Люберецком заводе. В 1948 году началось серийное производство СПГ-1. Был вытеснен комбайном СКЕМ-3.

## Технические характеристики
- Вес — 1,25 т
- Производительность — 0,15 га/час
- Междурядье для работы комбайна — 44,5 см

## Работа
Комбайном управляет один человек. Механизмы комбайна приводятся в движение от вала отбора мощности трактора У-2. Есть возможность регулировки ботвоподъёмников, теребильного аппарата, подкапывающей лапы, выравнивателя, раздвижного транспортёра и ножа.
Комбайн предназначен для работы на ровном поле без сорняков и с междурядьями в 44,5 см, с густотой не менее 60—70 тысяч корней на 1 га. Рекомендуется выбирать длину участка для работы в 400—600 м.